# Glen Robinson
Thomas Glenn „Glen“ Robinson (* 20. September 1914 in Idaho; † 27. März 2002 in Woodland Hills, Los Angeles, Kalifornien) war ein US-amerikanischer Filmtechniker, der sich insbesondere auf visuelle Effekte und Spezialeffekte spezialisierte und der zweimal den Oscar für technische Verdienste (Technical Achievement Award) sowie viermal den Special Achievement Award der Academy of Motion Picture Arts and Sciences erhielt.

## Leben
Robinson begann seine Laufbahn als Filmtechniker bei dem Film Der Zauberer von Oz (1939) und wirkte bis 1984 an der Erstellung von zwanzig Filmen mit.
Robinson war ein Filmtechnikpionier in der Konstruktionsabteilung von Metro-Goldwyn-Mayer (MGM), der zahlreiche Entwicklungen und Verbesserung in der Filmtechnik einführte. Bei der Oscarverleihung 1952 erhielt er den ersten Oscar für technische Verdienste „für die Entwicklung neuer Musikdrähte und Kabelschneider“. 1960 erhielt er einen weiteren Technical Achievement Award mit E. L. Stones, Winfield Hubbard und Luther Newman „für die Gestaltung einer vieldrahtigen, ferngesteuerten Seilwinde“.
In den 1970er Jahren beschäftigte er sich überwiegend mit visuellen Effekten und erhielt bei der Oscarverleihung 1975 seinen ersten Special Achievement Award mit Frank Brendel und Albert Whitlock für Erdbeben (1974). Drei weitere Special Achievement Awards erhielt er 1976 mit Whitlock für Die Hindenburg sowie zuletzt bei der Oscarverleihung 1977 sowohl mit L. B. Abbott und Matthew Yuricich für Flucht ins 23. Jahrhundert (1976) als auch mit Carlo Rambaldi und Frank Van der Veer für King Kong (1976).
Weitere bekannte Filme, an deren Herstellung Glen Robinson, dessen Sohn Raymond Robinson ebenfalls als Filmtechniker für Spezialeffekte tätig ist, mitwirkte, waren Luftschlacht um England (1969) und Flash Gordon (1980).
Glen Robinson traf im Jahr 1973 auf den jungen Allen Hall, einem späteren Oscarpreisträger für dessen eigene Spezialeffekte, und verschaffte ihm eine erste Beschäftigung bei der Filmproduktion von Die Hindenburg. 1976 sorgte er mit Tom Fisher für die Spezialeffekte von Des Teufels Saat.